# Paris’ Burnin’
Paris’ Burnin’ – trzeci album koncertowy Capletona, jamajskiego wykonawcy muzyki reggae i dancehall.
Album w postaci płyty DVD został wydany 15 września 2003 roku przez niewielką francuską wytwórnię Mediacom Records. Znalazło się na nim nagranie z koncertu Capletona w sali koncertowej Zenith de Paris w Paryżu w kwietniu 2003 roku.

## Lista piosenek
1. "Jah Jah City"
2. "Mashing Up the World"
3. "Cooyah Cooyah"
4. "Slew Dem"
5. "Whoa Whoa"
6. "Look Good in Her Clothes"
7. "Dislocate the Heart"
8. "Can't Sleep at Night"
9. "Why Do the Heathen Rage"
10. "The Wicked Man Fall"
11. "If You Dis Marcus"
12. "Tour"
13. "Raggy Road"
14. "Mi Deh Ya Yah"
15. "Stay Far from Trouble"
16. "Crazy Look"
17. "In Your Eyes"
18. "Burning You"